# Enquête Mâchurer
L'enquête Mâchurer est un projet de l'Unité permanente anticorruption (UPAC) avec comme but d'enquêter sur des allégations de financement illégal du Parti libéral du Québec (PLQ). Le projet débute en avril 2014 et prend fin en février 2022. Il porte principalement sur l'ex-directrice du financement Violette Trépanier, sur l'ex-argentier Marc Bibeau et sur l'ex-premier ministre Jean Charest. On veut trouver des preuves que les grandes firmes de construction et de génie au Québec arrivaient à obtenir des contrats auprès du gouvernement en échange de dons aux différents partis, notamment au PLQ. Depuis 2014, on estime que plus de 300 témoins ont été interrogés.
En février 2022, l'Unité permanente anticorruption (UPAC) met fin à l'enquête à la suite d'un avis juridique du Directeur des poursuites criminelles et pénales (DPCP).

## Accusations
À ce jour, l'UPAC n'a déposé aucune accusation, mais le livre PLQ inc. publié en octobre 2019 en a mis au jour dix qui étaient à l'étude :
- Corruption de fonctionnaires judiciaires[4];
- Fraudes envers le gouvernement[5];
- Abus de confiance par un fonctionnaire public[6];
- Entrepreneur qui souscrit à une caisse électorale[7];
- Influencer ou négocier une nomination ou en faire commerce[8];
- Complot[9].

## Fermeture
C'est après le passage de plus de 300 témoins et de plusieurs milliards de dollars que l'enquête Mâchurer est fermée en février 2022. 
« Considérant l'avis juridique obtenu ainsi que toute la rigueur et les ressources déjà investies dans cette enquête, le commissaire estime qu'il n'y a pas lieu de poursuivre cette [enquête] et y met donc fin. » Indique Frédérick Gaudreau, commissaire à la lutte contre la corruption.